# Chiesa di Sant'Antonio Abate (Tavagnacco, capoluogo)
La chiesa di Sant'Antonio Abate è la parrocchiale di Tavagnacco, in provincia ed arcidiocesi di Udine; fa parte del vicariato urbano di Udine.

## Storia
La primitiva cappella di Tavagnacco sorse nel 1370; tale chiesetta era filiale della pieve di Tricesimo.
Nel 1579 la chiesa, dopo essere stata gravemente danneggiata da una folgore, venne riedificata.
Nel 1619 la chiesa divenne sede di una cappellania; al cappellano di Tavagnacco spettavano i compiti di celebrare la Santa Messa e di insegnare la Dottrina Cristiana.
Nel 1725 l'edificio fu oggetto di un ampliamento e nel 1769 la chiesa divenne parrocchiale; nel 1790 fu eretto il campanile e nel 1795 la chiesa venne consacrata.
Nel 1835, dopo aver ricevuto l'autorizzazione dall'amministratore ecclesiastico di Udine, partirono i lavori di rifacimento della parrocchiale, che vennero portati a termine nel 1841.
Nel 1901 venne realizzato il nuovo coro e con le nuove campane furono installate nel 1923; in seguito al terremoto del Friuli del 1976 l'originaria copertura ottagonale del campanile venne sostituita da quella attuale.

## Descrizione

### Facciata
La facciata della chiesa è scandita da quattro semicolonne dotate di capitelli ionici, sorreggenti la trabeazione e il timpano di forma triangolo, sopra il quale si imposta la quinta muraria caratterizzata dalla modanatura; nell'intercolumnio centrale si apre il portale, sopra il quale c'è un mosaico.

### Interno
L'interno della chiesa, voltato a botte e scandito da semicolonne sovrastate dal cornicione modanato, si compone di un'unica navata, sulla quale si affacciano le due cappelle laterali, introdotte da archi modanati. Al termine dell'aula vi è il presbiterio, introdotto dall'arco santo sorretto da due semicolle e da altrettante colonne, rialzato di tre gradini e chiuso dall'abside.

Opere di pregio qui conservate sono il barocco altare maggiore in pietra, costruito nel 1717 e forse proveniente da Venezia, due statue scolpite nel 1739 da Biasio Val, gli affreschi, eseguiti sia dal Barazzutti padre sia dal Barazzutti figlio, e la pala avente come soggetto l'Ascensione di Cristo, dipinta nel XIX secolo dall'udinese Lorenzo Bianchini.